# Phaeostigma (Phaeostigma) euboicum
Phaeostigma (Phaeostigma) euboicum is een kameelhalsvliegensoort uit de familie van de Raphidiidae. De soort komt voor in Griekenland.
Phaeostigma (Phaeostigma) euboicum werd voor het eerst wetenschappelijk beschreven door H. Aspöck & U. Aspöck in 1976.